# أناتولي ريختر
أناتولي ريختر (بالألمانية: Anatol Richter)‏ هو مبارز بالسيف نمساوي، ولد في 21 يوليو 1970 في فيينا في النمسا.

## وصلات خارجية
- أناتولي ريختر على موقع الاتحاد الدولي للمبارزة (الإنجليزية)
- أناتولي ريختر على موقع أوليمبيديا (الإنجليزية)